# Liste der Monuments historiques in Prosnes
Die Liste der Monuments historiques in Prosnes führt die Monuments historiques in der französischen Gemeinde Prosnes auf.

## Liste der Objekte
| Bezeichnung                   | Beschreibung                                                           | Standort                     | Kennzeichnung | Schutzstatus    | Datum  | Bild |
| ----------------------------- | ---------------------------------------------------------------------- | ---------------------------- | ------------- | --------------- | ------ | ---- |
| Grabsteine der Brüder Novisse | Stein, 17. Jahrhundert                                                 | in der Kirche St-Remi (Lage) | PM51000655    | Classé          | 1908   |      |
| Skulptur Madonna mit Kind     | Stein, farbig gefasst, 14. Jahrhundert                                 | in der Kirche St-Remi (Lage) | PM51000656    | Classé          | 1930   |      |
| Skulptur Kopf eines Heiligen  | Stein, 13. Jahrhundert                                                 | in der Kirche St-Remi (Lage) | PM51000657    | Classé          | 1930   |      |
| Kommuniontisch                | Schmiedeeisen, 18. Jahrhundert; während des Ersten Weltkriegs zerstört | in der Kirche St-Remi (Lage) | PM51001540    | Classé gelöscht | ? 1945 |      |
| Kruzifix                      | aus dem 16. Jahrhundert; wohl während des Ersten Weltkriegs zerstört   | in der Kirche St-Remi (Lage) | PM51001541    | Classé gelöscht | 1913 ? |      |